# ديرامسيكلان
ديرامسيكلان (بالإنجليزية: Deramciclane)‏ مركب دوائي "لا بنزوديازيبيني"- مضاد للقلق، يعالج أشكالا مختلفة من اضطراب القلق. ديرامسيكلان هو بديل فريد من نوعه لمضادات القلق الموجودة حاليا بالأسواق، لأن لديه بنية كيميائية جديدة.  

## حركة الدواء
كانت هناك العديد من الدراسات لفحص الحركيات الدوائية للديرامسيكلان ، والتي يمكنها عبور الحاجز الدموي الدماغي بسهولة. بشكل عام، أظهرت الدراسات أن ديرامسيكلان يتبع الحرائك الدوائية الخطية في البشر بجرعات يومية فموية تتراوح من 3-150 مجم ومرتين يوميًا تتراوح بين 10-60 مجم. بالإضافة إلى ذلك، لم يتم العثور على اختلافات في الامتصاص، أو التوزيع، أو التمثيل الغذائي.